# Stylurus spiniceps
Stylurus spiniceps е вид водно конче от семейство Gomphidae. Видът не е застрашен от изчезване.

## Разпространение
Разпространен е в Канада (Квебек и Онтарио) и САЩ (Арканзас, Вирджиния, Върмонт, Джорджия, Западна Вирджиния, Илинойс, Индиана, Кентъки, Кънектикът, Масачузетс, Мериленд, Минесота, Мисисипи, Мисури, Мичиган, Ню Джърси, Ню Йорк, Ню Хампшър, Охайо, Пенсилвания, Северна Дакота, Северна Каролина, Тенеси, Уисконсин и Южна Каролина).

## Описание
Популацията на вида е стабилна.